# Bagnet wz. 22
Bagnet karabinowy wzór 1922 – bagnet polskiej konstrukcji przeznaczony dla karabinu Mauser wz. 98, które w zamyśle miały stać się docelowym uzbrojeniem Wojska Polskiego. Bagnet został opracowany przez inżynierów ze Zbrojowni Nr 4 znajdującej się w Krakowie. Produkcja została zlecona także temu zakładowi, gdyż miał już doświadczenie w produkcji austriackich bagnetów wzór 1895 przeznaczonych dla karabinów Mannlicher wzór 1895. W roku 1933, zgodnie z Dziennikiem Rozkazów Nr 7/33 pkt. 101 wprowadzono nowe nazewnictwo bagnetu, które od tej pory określano jako wz.27. Zmiana dotyczyła także dwóch innych polskich bagnetów bez pierścienia jelca – wz. 24 oraz wz. 25.

## Konstrukcja
Założenia konstrukcyjne zostały oparte na sprawdzonych już rozwiązaniach zastosowanych w niemieckim bagnecie S 84/98. Jednak postanowiono zmniejszyć jego masę oraz zmienić sylwetkę bagnetu na smuklejszą. Zmieniono także krawędź głowicy bagnetu, która w polskim odpowiedniku była skośna, co wyraźnie odróżniało bagnet wzór 1922 od niemieckich bagnetów S 84/98. Głównym założeniem konstruktorów było to, aby tak dobrać wymiary bagnetu, aby można było wykorzystać do nich duże zapasy pochew przeznaczonych dla austriackich bagnetów wzór 1895.
W bagnecie wz. 22 zastosowano jednosieczną głownię. Zbrocze było dwustronnie wklęsłe z płaskim dwustronnym szlifem. Głownia była szlifowana „na ostro”, a jej pióro było symetrycznie dwusieczne. Okładzinę rękojeści wykonano z drewna bukowego, które mocowane do trzonu była za pomocą dwóch śrub z nakrętkami. Okładzina posiadała ponadto nacięcia do odprowadzania wody z prowadnicy. System mocowanie bagnetu na karabinie stanowiła prowadnica umieszczona w rękojeści oraz wklęsły frez jelca. Dodatkowym zabezpieczeniem był zatrzask sprężynowy, który znajdował się w głowicy bagnetu.

### Oznakowanie
Bagnety wzór 22 produkowane w Zbrojowni Nr 4, sygnowane były zazwyczaj w następujący sposób: na progu przedniego płazu głowni najczęściej bito sygnaturę „Zbr.4” oraz znajdujący się pod nią numer seryjny. Na tylnym progu umieszczano godło Polski, czyli orła w koronie oraz litery „W.P.” (Wojsko Polskie), które umieszczano pod orłem. Dodatkowo na głowicy bagnetu wybijano oznaczenie wzoru – „wz. 22”.